# Cercopithecoidea
I Cercopitecoidì (Cercopithecoidea, Gray 1821) sono una superfamiglia di scimmie del parvordine delle catarrine, o scimmie del Vecchio Mondo. Alla superfamiglia appartengono tutte le scimmie non antropomorfe viventi in Asia ed Africa.
Tutte le specie viventi appartengono alla famiglia Cercopithecidae (con 22 generi e 131 specie), ma alla superfamiglia appartiene anche la famiglia Propliopithecidae, che comprende varie specie estinte (quest'ultima tuttavia viene a volte posta in una superfamiglia a sé stante, quella dei Propliopithecoidea).
Rispetto alle scimmie antropomorfe, questi animali si differenziano in quanto possiedono una coda più o meno evidente (il loro nome proviene dal greco e significa "scimmie con la coda"), che tuttavia non è mai prensile come nelle platirrine; inoltre la loro dentatura presenta leggere differenze rispetto a quella degli ominoidi.